# Буковина (Стрийський район)
Буковина (Букавина) — село в Україні, у Стрийському районі Львівської області. Населення становить 554 особи. Орган місцевого самоврядування — Ходорівська міська рада.

## Назва
У 2013 році на розгляд Верховної Ради України було подано пропозицію про зміну назви села з Буковина на Букавина, але пропозицію було відхилено, оскільки Комітет з питань державного будівництва та місцевого самоврядування встановив, що назва «Буковина» фіксується в історичних джерелах значно раніше.

## Географія
Село розділене річкою Луг на три частини: Букавина перша, Букавина друга, Букавина третя (або: Букавина, Кут, Заріка).

## Історія
У податковому реєстрі 1515 року в селі Букавина документується 2 лани (близько 50 га) оброблюваної землі.

## Політика

### Парламентські вибори, 2019
На позачергових парламентських виборах 2019 року у селі функціонувала окрема виборча дільниця № 460374, розташована у приміщенні народного дому.
Результати
- зареєстровано 311 виборців, явка 68,49%, найбільше голосів віддано за «Європейську Солідарність» — 25,35%, за «Слугу народу» — 15,96%, за Всеукраїнське об'єднання «Батьківщина» — 14,55%.[4] В одномандатному окрузі найбільше голосів отримав Андрій Кіт (самовисування) — 52,36%, за Олега Канівця (Громадянська позиція) — 13,21%, за Андрія Гергерта (Всеукраїнське об'єднання «Свобода») — 11,79%[5].